# Toi Toi Cup 2018-2019
Navigation
2017-2018 2019-2020
La Toi Toi Cup 2018-2019 a lieu du 28 septembre 2018 à Uničov au 15 décembre 2018 à Mladá Boleslav. Elle comprend sept manches qui font toutes partie du calendrier de la saison de cyclo-cross masculine 2018-2019.

## Barème
Les 30 premiers de chaque course marquent des points pour le classement général suivant le tableau suivant :
| Position           | 1er | 2e | 3e | 4e | 5e | 6e | 7e | 8e | 9e | 10e | 11e | 12e | 13e | 14e | 15e | 16e | 17e | 18e | 19e | 20e | 21e | 22e | 23e | 24e | 25e | 26e | 27e | 28e | 29e | 30e |
| Classement général | 30  | 29 | 28 | 27 | 26 | 25 | 24 | 23 | 22 | 21  | 20  | 19  | 18  | 17  | 16  | 15  | 14  | 13  | 12  | 11  | 10  | 9   | 8   | 7   | 6   | 5   | 4   | 3   | 2   | 1   |

## Calendrier
| # | Date         | Course         |
| - | ------------ | -------------- |
| 1 | 28 septembre | Uničov         |
| 2 | 6 octobre    | Hlinsko        |
| 3 | 13 octobre   | Jičín          |
| 4 | 27 octobre   | Slaný          |
| 5 | 10 novembre  | Kolín          |
| 6 | 8 décembre   | Jabkenice      |
| 7 | 15 décembre  | Mladá Boleslav |

## Hommes élites

### Résultats
| # | Date         | Lieu           | Vainqueur         | Deuxième          | Troisième      | Leader du classement général |
| - | ------------ | -------------- | ----------------- | ----------------- | -------------- | ---------------------------- |
| 1 | 28 septembre | Uničov         | Vincent Baestaens | Gianni Vermeersch | Marcel Meisen  | Vincent Baestaens            |
| 2 | 3 octobre    | Hlinsko        | Jan Nesvadba      | Jan Škarnitzl     | Tomáš Paprstka | Jan Nesvadba                 |
| 3 | 13 octobre   | Jičín          | Jan Nesvadba      | Wietse Bosmans    | Tomáš Paprstka | Jan Nesvadba                 |
| 4 | 27 octobre   | Slaný          | Jim Aernouts      | Jan Nesvadba      | Marek Konwa    | Jan Nesvadba                 |
| 5 | 10 novembre  | Kolín          | Diether Sweeck    | Braam Merlier     | Jan Nesvadba   | Jan Nesvadba                 |
| 6 | 8 décembre   | Jabkenice      | Tomáš Paprstka    | Jan Nesvadba      | Josef Jelinek  | Jan Nesvadba                 |
| 7 | 15 décembre  | Mladá Boleslav | Diether Sweeck    | Gianni Vermeersch | Jan Nesvadba   | Jan Nesvadba                 |

### Classement général
| Pos | Coureur        | Points |
| --- | -------------- | ------ |
| 1   | Jan Nesvadba   | 197    |
| 2   | Tomáš Paprstka | 182    |
| 3   | Jan Škarnitzl  | 164    |
| 4   | Josef Jelinek  | 158    |
| 5   | Ondrej Glajza  | 141    |
| 6   | Matej Ulik     | 138    |
| 7   | Marek Konwa    | 130    |
| 8   | Jakub Říman    | 118    |
| 9   | Daniel Mayer   | 113    |
| 10  | Emil Hekele    | 102    |

## Femmes élites

### Résultats
| # | Date         | Lieu           | Vainqueur          | Deuxième              | Troisième        | Leader du classement général |
| - | ------------ | -------------- | ------------------ | --------------------- | ---------------- | ---------------------------- |
| 1 | 28 septembre | Uničov         | Laura Verdonschot  | Joyce Vanderbeken     | Denise Betsema   | Laura Verdonschot            |
| 2 | 3 octobre    | Hlinsko        | Pavla Havlíková    | Karla Štěpánová       | Jitka Čábelická  | Karla Štěpánová              |
| 3 | 13 octobre   | Jičín          | Pavla Havlíková    | Karla Štěpánová       | Nadja Heigl      | Karla Štěpánová              |
| 4 | 27 octobre   | Slaný          | Pavla Havlíková    | Jana Czeczinkarová    | Nadja Heigl      | Karla Štěpánová              |
| 5 | 10 novembre  | Kolín          | Jana Czeczinkarová | Kateřina Nash         | Pavla Havlíková  | Nadja Heigl                  |
| 6 | 8 décembre   | Jabkenice      | Pavla Havlíková    | Elizabeth Ungermanová | Nikola Bajgerová | Elizabeth Ungermanová        |
| 7 | 15 décembre  | Mladá Boleslav | Yara Kastelijn     | Pavla Havlíková       | Helen Wyman      | Pavla Havlíková              |

### Classement général
| Pos | Coureuse              | Points |
| --- | --------------------- | ------ |
| 1   | Pavla Havlíková       | 177    |
| 2   | Nikola Bajgerová      | 169    |
| 3   | Elizabeth Ungermanová | 167    |
| 4   | Kamila Janů           | 157    |
| 5   | Nadja Heigl           | 149    |
| 6   | Kateřina Mudříková    | 142    |
| 7   | Jana Czeczinkarová    | 137    |
| 8   | Magdalena Mišoňová    | 131    |
| 9   | Tereza Vaníčková      | 120    |
| 10  | Vendula Kuntová       | 118    |